# Karla Almazán Burgos
Karla Yuritzi Almazán Burgos (27 de agosto de 1974) es una política e internacionalista mexicana, miembro del partido Movimiento Regeneración Nacional (Morena). Ha sido diputada federal para el periodo de 2018 a 2021 y reelegida al mismo cargo para el de 2021 a 2024.

## Biografía
Es licenciada en Relaciones Internacionales por la Universidad de las Américas Puebla, cuenta además con estudios de diplomado en Ciencias Políticas por la Universidad de Potsdam.
De 1999 a 2001 fue analista de gerencia en Coca-Cola FEMSA y de 2001 a 2002 fue coordinadora de Medios de Comunicación de la dirección de Prerrogativas de Partidos Políticos y Medios de Comunicación del Instituto Electoral de Puebla. De 2002 a 2003 fue titular de relaciones públicas de AJONAFE, de 2003 a 2005 fue gerente de ventas en Comercializadora Arte Ventas, de 2006 a 2008 fue encargada de expansión de cadena comercial Oxxo y de 2008 a 2015 empresaria en FIEXPOMEX.
En 2016 fue postulada a su primer cargo de elección popular, resultando elegida síndica del ayuntamiento del municipio de Texcoco para el periodo de ese año a 2018, siendo presidente municipal Higinio Martínez Miranda. Al terminar dicho cargo, fue elegida diputada federal por el Distrito 38 del estado de México a la LXIV Legislatura de 2018 a 2021. En ella fue secretaria de la Mesa Directiva; así como secretaria de las comisiones de Cultura y Cinematografía; y, de Justicia; e integrante de las comisión de Presupuesto y Cuenta Pública.
En 2021 fue postulada a la reelección por el mismo cargo, resultando nuevamente elegida por el distrito 38 esta vez a la LXV Legislatura que concluirá en 2024. En esta segunda legislatura es secretaria de la Mesa Directiva.